# 滝里トンネル
滝里トンネル（たきさとトンネル）は北海道芦別市滝里町と同市芦別を結ぶ北海道旅客鉄道（JR北海道）根室本線の鉄道トンネルであり、野花南駅と島ノ下信号場（旧・島ノ下駅）の間に位置している。

## 概要
滝里ダム建設によってそれまでの空知川沿いのルートから山側のルートに切り替わるため、1991年（平成3年）10月22日の新ルート開通に伴い開通した。長さは5,595 mで、同線のトンネルでは新狩勝トンネルに次いで2番目に長い。また、同トンネルの島ノ下寄りは短いスノーシェルターに続いて島ノ下トンネル（2,839 m）が控えている。